# Newsteadia floridensis
Newsteadia floridensis är en insektsart som beskrevs av Ferenc Kozár och Konczné Benedicty 2001. Newsteadia floridensis ingår i släktet Newsteadia och familjen vaxsköldlöss. Inga underarter finns listade i Catalogue of Life.